# 왕릉 (삼국지)
왕릉(王淩, 172년 ~ 251년)은 중국 후한 말, 삼국시대 위나라의 정치가로 자는 언운(彦雲)이며 병주 태원군 기현(祈縣) 사람이다.
후한의 사도 왕윤의 조카이다.

## 행적

### 치적
왕윤이 동탁을 주살하고, 이각, 곽사가 장안으로 쳐들어와 왕윤의 집안 사람들을 모조리 죽일 때, 형 왕신(王晨)과 함께 탈출하여 향리로 달아났다. 이후 병주자사 양습의 발탁으로 효렴으로 천거되어 발간현장, 중산태수를 지냈고, 임지에서 치적을 쌓아 조조에게 초빙되어 승상연속이 되었다.
문제가 황제가 된 후 산기상시가 되었고, 외직으로 나가 연주자사가 되었다. 여범과 싸워 이긴 후에 임지를 청주로 옮겼다. 당시, 바닷가 지방은 동란이 있은 후 법도가 정비되지 않았다. 왕릉은 정령을 반포하고 교화를 베풀었으며, 선을 장려하고 악을 징벌해 기강을 확립해 나갔다. 왕릉은 왕기를 천거하여 별가로 삼아, 그의 협력과 보좌를 받아 통치했으며, 백성들은 왕릉을 칭송했다. 양주자사, 예주자사를 지냈으며, 모든 군민의 환심을 샀다. 예주에 처음 이르렀을 때, 선현의 후예를 정표하고, 세상에 드러나지 않은 선비를 찾았다. 왕릉은 연주자사를 역임한 사마랑, 예주자사를 역임한 가규와 좋은 친구였고, 연주와 예주에서 저희의 명성과 업적을 이었다.

### 대오 전쟁
문제가 황제가 되고, 장료 등과 함께 광릉에서 손권을 쳤다. 마침 오나라의 장군 여범 등이 탄 배가 풍랑을 만나 표류하다 북쪽 강안에 이르렀다. 왕릉은 여러 장수들과 함께 맞아 싸워, 많은 적을 사로잡고 베었으며 그 배를 획득하여 공을 세웠다. 이로써 의성정후에 봉해졌고, 또 건무장군을 겸하고, 청주자사로 옮겼다.
228년, 오의 파양태수 주방의 계책에 속은 조휴를 따라 오를 정벌했는데, 조휴 군은 협석에서 오와 싸워 불리했다. 왕릉은 힘을 다해 싸워 포위를 뚫었으므로, 조휴는 어려움을 면할 수 있었다.
231년, 오의 장수 손포가 거짓 투항하여, 왕릉이 직접 영접하러 나올 것을 요청하여 왕릉을 유인했다. 정동장군 만총은 거짓 투항인 것을 간파하고 왕릉이 가지 못하게 말리고 군사도 주지 않았으나, 왕릉은 독장 한 명과 보기 7백을 이끌고 손포를 영접하려고 했다. 손포가 밤에 매복하여 습격하였으므로 독장은 도주하였고, 반수 이상의 사상자를 냈다. 왕릉은 손권이 대군을 부릉 등에 잠복시킨 것을 알고는 달아났다. 이 이전에, 왕릉은 만총과 함께 일을 처리했는데 어그러지게 되었다. 만총은 왕릉의 지지자들의 비난을 받아 마음이 상했다.
정시 초년(240년), 왕릉은 정동장군으로 임명되었고, 가절·도독양주제군사가 되었다.
이듬해(241년), 오나라 대장 전종이 쳐들어와 작피를 점령하자, 왕릉은 군사를 이끌고 치러 나와 오군과 제방을 두고 다투었다. 위군과 오군은 여러 날 동안 치열하게 싸웠으며, 전종이 이끄는 오군이 불리해져 결국 패퇴했다. 왕릉은 오의 장수 장휴, 고승, 전서(全緖), 전단(全端)의 저항을 받아 물러났다. 왕릉은 승진하여 남향후로 봉해지고, 식읍 1350호를 받았다. 이 해 거기장군, 의동삼사로 승진했다.

### 황제 폐위 모의
정시 9년(248년) 9월, 사공으로 임명되었다. 이때 왕릉의 외조카 영호우가 연주자사로 있었다. 정시 10년(249년) 정월, 사마의가 고평릉에서 쿠데타를 일으켜 조상 일파를 제거하고 정권을 장악하였다. 연호를 바꾸어 가평 원년으로 삼았다. 왕릉은 영호우와 비밀리에 상의하여, 현 황제 조방은 어려서 천자의 자리에 오를 수 없다고 여기고, 초왕 조표를 새 황제로 옹립할 계획을 세웠다. 왕릉은 사인 노정을 낙양으로 보내 아들 왕광(王廣)에게 이를 말하게 했는데, 왕광은 “천자를 폐하고 세우는 일은 중대한 일이니, 재난의 징조로 삼지 마십시오.”라고 답했다. 이 해, 영호우는 먼저 죽었다. 12월, 사마의 정권은 왕릉을 태위로 임명했다.
가평 2년(250년), 형혹성이 남두의 위치로 진입했는데, 왕릉은 이를 보고 갑작스럽게 귀해지는 사람이 있을 것이라고 말했다. 《삼국지》에 인용된 위략에서는 다음과 같이 말한다. 왕릉은 동평의 백성 호상(浩詳)이 천문을 안다고 들었으므로, 불러서 물었다. 호상은 왕릉이 뜻하는 바가 있다고 의심하여, 왕릉의 뜻을 맞춰주었다. 오나라에 상사가 있을 것이라고는 하지 않고, 회남은 초의 분야인데, 오늘날 오와 초를 함께 점하고 있으니 마땅히 왕이 일어날 것이라고 말했다. 왕릉은 이로써 뜻을 정했다.
가평 3년(251년) 봄, 오나라에서 도수를 막았다. 왕릉은 이를 막기 위해 군사를 더 청했으나 중앙에서는 이를 들어주지 않았다. 왕릉은 장군 양홍을 보내 연주자사 황화에게 폐립할 일을 알렸는데, 황화와 양홍이 이를 태부 사마의에게 알렸다. 사마의는 왕릉을 사면한다는 명령을 내리고, 대군을 이끌고 왕릉이 있는 곳으로 나아왔다. 왕릉은 이미 피할 수 없게 되었음을 알고, 사마의를 맞이하고 사죄하고 인수와 절월을 보냈으며, 스스로 결박하고 죄를 받기를 기다렸다. 사마의는 조서를 내려 왕릉의 결박을 풀고, 인수와 절월을 돌려주고 보기 6백을 보내 왕릉을 수도로 돌려보냈다. 왕릉은 항 땅에 이르러서, 약을 먹고 죽었다. 사마의는 수춘에 이르러 이 일을 철저히 조사했다. 영호우의 장수로 조표와 왕래한 장식은 자수했다. 조표는 사형을 당했고, 이 일에 연좌된 자는 삼족을 멸하게 되었다. 춘추 시대, 제나라에서는 최저가 죽은 후 그 죄상이 밝혀지자 형벌을 내려 시신을 꺼내 사람들에게 보이고 관을 부수었으며, 정나라에서도 공자 귀생이 죽은 후 그 죄상이 밝혀지자 이와 마찬가지로 형벌을 내렸다. 조정은 이 고사에 따라, 왕릉과 영호우의 묘를 파서 관을 자르고, 시신을 부근 시장에서 3일간 말리고, 인수와 조복을 불태우고, 시신을 그대로 흙에 묻었다.

## 가계

### 관련 인물
왕굉　왕윤

## 같이 보기
- 삼국지 인물 목록